# Klenang Lor
Klenang Lor is een bestuurslaag in het regentschap Probolinggo van de provincie Oost-Java, Indonesië. Klenang Lor telt 3176 inwoners (volkstelling 2010).